# Masacre escolar de Blumenau
El 5 de abril de 2023, ocurrió un ataque con hacha en una guardería en Blumenau, Santa Catarina, Brasil. Cuatro niños fueron asesinados; otros cuatro resultaron heridos. Un sospechoso de 25 años, que se cree que saltó un muro para acceder a la escuela, se entregó en una estación de policía cercana.

## Antecedentes
Los ataques escolares aumentaron en Brasil en los años previos al ataque. De 16 ataques escolares en Brasil entre 2000 y 2022, cuatro ocurrieron en la segunda mitad de 2022. Un ataque anterior a una guardería ocurrió en 2021, cuando un joven de 18 años mató a tres niños y dos adultos en una guardería en Saudades, Santa Catarina. Una semana antes del ataque a Blumenau, un estudiante en São Paulo mató a un maestro e hirió a otros cinco en un ataque con arma blanca.

## La masacre y víctimas
Alrededor de las 9:00 UTC-3, un asaltante saltó un muro de la guardería Cantinho Bom Pastor y comenzó a atacar a los niños en el patio de recreo. Se informó que alrededor de 40 niños estaban dentro del centro en el momento del ataque. Un maestro dijo que el atacante portaba un hacha y otras armas no especificadas. Aparentemente apuntó a sus víctimas al azar. Según la policía, el sospechoso huyó después de que los maestros defendieron a los niños y se entregó a la policía en una estación local. En el ataque murieron cuatro niños de entre cinco y siete años. Otros cuatro, de entre tres y cinco años, resultaron heridos y fueron trasladados a hospitales. Uno estaba en estado grave.

## Perpetrador
La Policía Militar de Brasil identificó al presunto autor como Luiz Henrique de Lima (nacido el 19 de diciembre de 1997), un hombre de 25 años de Salto do Lontra, Paraná. Trabajó como mensajero en motocicleta antes del ataque. Lima publicó en Facebook después de presuntamente atacar la escuela. La policía dijo que el sospechoso no parecía tener ninguna conexión con la guardería.

## Reacciones
El presidente Luiz Inácio Lula da Silva afirmó en un tuit: "No hay mayor dolor que el de una familia que pierde a sus hijos o nietos, más aún en un acto de violencia contra niños inocentes e indefensos". El gobernador de Santa Catarina, Jorginho Mello, también expresó sus condolencias a las familias de los muertos en el ataque. El alcalde de Blumenau, Mário Hildebrandt, suspendió las clases y dijo que declararía un luto de 30 días.